# Block-Heads
Block-Heads (br: A Ceia dos Veteranos) é um filme de comédia estadunidense de 1938, protagonizado pela dupla Stan Laurel e Oliver Hardy, produzido pelos Hal Roach Studios para a Metro-Goldwyn-Mayer. O roteiro retrabalha elementos usados em dois curta-metragens anteriores da dupla: We Faw Down (1928) e Unaccustomed As We Are (1929). Foi a última produção de Hal Roach para a MGM. O filme foi produzido em preto e branco mas encontra-se disponível uma versão colorizada por computador.

## Elenco
- Stan Laurel...Stan
- Oliver Hardy...Ollie
- Patricia Ellis...Senhora Gilbert, a vizinha
- Minna Gombell...Senhora Hardy
- Billy Gilbert...Senhor Gilbert, o caçador
- James Finlayson - Finn (homem na escadaria)
- Zeffie Tilbury - viúva sentada próxima da escada
- Harry Anderson...vizinho
- Mike Behegan - clarinetista
- Patsy Moran - Lulu
- James C. Morton - James, porteiro
- Karl "Karchy" Kosiczky - Midget
- Chill Wills - Midget (voz)
- Tommy Bond - filho do vizinho
- Ed Brandenburg - Pedestre
- Tex Driscoll - veterano barbudo

## Sinopse
A história começa em 1917 numa trincheira da Primeira Guerra Mundial. O soldado Ollie recebe ordens para atacar enquanto seu amigo Stan fica vigiando o lugar. 20 anos depois, Ollie está recém-casado com a geniosa Senhora Hardy, e Stan ainda guarda a trincheira, sem saber que a guerra acabou. Stan metralha um avião civil e o piloto pousa e conta a ele sobre o armistício. Ao voltar aos Estados Unidos, ele recebe uma medalha e é levado até um asilo dos veteranos e Ollie vai ao seu encontro ao ver a foto dele no jornal. Ollie fica sensibilizado com a situação do amigo (o vê numa cadeira de rodas e com a perna dobrada e pensa que ele está aleijado) e o convida para conhecer a esposa e jantar no apartamento dele. A esposa não concorda com a ideia e vai embora e a vizinha, ao ouvir uma explosão na cozinha provocada pela dupla atrapalhada, se oferece para preparar o jantar, sem saber que vai entrar numa confusão com o marido ciumento.

## Produção
- Block-Heads foi o último filme dirigido por John G. Blystone que morreria pouco tempo depois.
- O roteiro original previa que a cena final fosse Billy Gilbert sentado confortavelmente em seu escritório, enquanto as cabeças de Stan e Ollie apareceriam na parede como troféus de caça (Ollie se viraria para Stan e falaria seu bordão "Well, here's another nice mess you've gotten me into!", algo como "Bem, essa foi outra confusão que você me arrumou!"). Hal Roach vetou a ideia por achá-la muito "sinistra" mas o escritor Felix Adler mais tarde a usaria para o final do curta metragem de 1941 I'll Never Heil Again, dos Três Patetas.